# Jairo Molina
Jairo Gabriel Molina Ospino (Barranquilla, 28 aprile 1993) è un calciatore colombiano, attaccante del Boyacá Chicó.

## Carriera

### Club
Ha giocato nella massima serie colombiana.

## Palmarès

### Competizioni nazionali
- Categoría Primera B: 1

Deportivo Pereira: 2019